# Percival Aircraft Company
Percival Aircraft Company es una empresa británica fundada en 1933. Se especializó mayormente en aeronaves de entrenamiento.

## Historia
En 1933 el piloto y diseñador aeronáutico australiano Edgard Percival, funda su propia empresa con el fin de desarrollar sus proyectos. Inicia la producción del Percival Gull, aeronave que ya desarrollaba desde 1932 y con la cual obtiene gran éxito debido a sus excelentes prestaciones.
En 1934 construye su propia fabrica en el Aeropuerto de Gravesend, Kent. Con una producción incremental, a fines de 1936 se traslada a una nueva instalación consistente en un hangar de dos arcos en el Aeropuerto de Luton, durante esta época la empresa cambia de nombre a Percival Aircraft Ltd.
En 1938 con la aproximación de la Segunda Guerra Mundial, la empresa se enfocó en desarrollos para el mercado militar. Durante 1944 Edgard Percival vende su resto de propiedad a Hunting Aircraft (propiedad de Hunting PLC).
En 1954 cambia de nombre a Hunting Percival Aircraft y finalmente es absorbida por Hunting Aircraft en 1957.
Para 1960 la empresa es absorbida por la recién formada British Aircraft Corporation, empresa creada ese mismo año por la fusión de Bristol Aeroplane Company, English Electric y Vickers-Armstrongs.

## Desarrollos

### Percival Aircraft
- Percival Gull IV
- Percival Gull VI
- Percival Vega Gull
- Percival Mew Gull
- Percival Petrel
- Percival P.28 Proctor
- Percival P.40 Prentice
- Percival P.48 Merganser
- Percival P.50 Prince
- Percival P.56 Provost
- Percival P.66 Pembroke
- Percival P.74 (experimental).
- Percival P.87 (solamente fase diseño).

### Hunting Aircraft
- Hunting H.126 (experimental).
- Hunting Percival P.84 Jet Provost
- BAC 1-11 (proyecto iniciado por Hunting y finalizado por BAC).

- Datos: Q477532
- Multimedia: Hunting Aircraft / Q477532